# Добродзень
Добродзень (пол. Dobrodzień, нем. Guttentag)  —  город  в Польше, входит в Опольское воеводство,  Олесненский повят.  Имеет статус городско-сельской гмины. Занимает площадь 19,46 км². Население — 4168 человек (на 2006 год).
Оба названия на польском и немецком языках означают «Добрый день». Guttentag — это архаичный вариант стандартного немецкого тега Гутена, а Dobrodzień — архаичный вариант стандартного польского Dzień Dobry.

## История
Эта область зарегистрирована как часть Верхнесилезского княжества Опольского с 1163 года со времен правления князя Болеслава I Высокого. Название Добродзень впервые было записано в 1279 году; название менялось на протяжении веков (Добрадин, Добродзен, Добродзин, Добридзень и др.). С 1327 года город принадлежал Богемскому королевству, которое в 1526 году перешло к австрийской Габсбургской монархии. В 1384 году в соответствии с магдебургским законодательством Добродзень получил права города. Впервые название Гуттентаг было упомянуто в 1636 году.
С Опольским герцогством в качестве феода Богемской короны Добродзень оставался частью Габсбургской империи до 1742 года. После Первой Силезской войны, в соответствии с Бреславским договором он был аннексирован Королевством Пруссия. В 1871 году включением в прусскую провинцию Силезия, он стал частью Германской империи.
В настоящее время Добродзень и большинство окрестных городов двуязычны, население говорит на польском и немецком языках.